# Адонис
 Тази статия е за античното божество.  За сирийския писател вижте Адонис (писател).  
Адонис е божество от източен произход, в гръко-римската митология - олицетворение на отмиращата и възкръсващата природа. Донякъде сходен персонаж е Атис.

## Легенди
Има 2 предания за Адонис. Според едното от тях, разпространено в гръко-римския свят благодарение на „Метаморфози“ на Овидий, Адонис е млад, красив ловец, роден при кръвосмешението на кипърския цар Кинирас с дъщеря му Мира (наказана за това, чрез превръщане в миртово дърво). Като любимец на богинята Афродита (Венера) младежът си спечелва ненавистта на  съпруга ѝ, ревнивия бог Арес (Марс). Божеството изпраща един глиган, който го разкъсва. Кръвта му Венера превръща в цветето съсънка (анемона). Трогнат от мъката на дъщеря си, Зевс (представян в легендата, като баща на Венера, за разлика от други, в които това по-скоро е Уран) нарежда на брат си Хадес, бог на Подземното царството на сенките (душите), да пуска Адонис обратно на земята на всеки 6 месеца през годината, които той да прекарва с Афродита. През този сезон природата се пробужда, защото Афродита се радва на любимия си.
Според другата легенда, Адонис е обичан не само от Венера, но и от Прозерпина (Персефона). За да има мир между богините, Зевс нарежда на Адонис да прекарва половин година на земята (на повърхността на Земята), а другата половина – в Царството на мъртвите (Аид), чиято владетелка е Персефона, като жена на Хадес.
- Венера и Адонис на Тициан, 1554
- Афродита и Адонис, Франсоа Лемойн

## В изкуството
Митът за Адонис и Афродита (Венера) намира голям отзвук в изкуството:
- Уилям Шекспир пише поемата „Венера и Адонис“.
- Картини, посветени на двамата влюбени са рисували Тициан, Тинторето, Веронезе, Рубенс, Никола Пусен и др.
- Статуи на Адонис и Венера правят Огюст Роден, Антонио Канова и др.